# Christine Domino
Christine Domino (16 de enero de 1955) es una deportista australiana que compitió en judo. Ganó dos medallas de bronce en el Campeonato de Oceanía de Judo en los años 1977 y 1979.

## Palmarés internacional
| Campeonato de Oceanía | Campeonato de Oceanía   | Campeonato de Oceanía | Campeonato de Oceanía |
| Año                   | Lugar                   | Medalla               | Categoría             |
| --------------------- | ----------------------- | --------------------- | --------------------- |
| 1977                  | Melbourne (Australia)   | Medalla de bronce     | –50 kg                |
| 1979                  | Rotorua (Nueva Zelanda) | Medalla de bronce     | –48 kg                |